# Cot Bada (Ingin Jaya)
Cot Bada is een bestuurslaag in het regentschap Aceh Besar van de provincie Atjeh, Indonesië. Cot Bada telt 205 inwoners (volkstelling 2010).